# フグレイク・アールヴスソン
フグレイク・アールヴスソン（スウェーデン語: Hugleikur Álfsson）は、ユングリング家のスウェーデン王。『ユングリング家のサガ』によると彼はアールヴとベラの息子であったとされる。
注釈者の中にはフグレイク・アールヴスソンとその同名人物であるイェーアト王フグレイク（歴史上の人物であり、また叙事詩『ベーオウルフ』において主人公の叔父とされる人物）を同一視するものもある。ただし、両者には戦死したという共通点はあるものの、その戦没地についてはイェーアト王はフリースラント海岸の側、フグレイク・アールヴスソンはスウェーデンのフユーリス河原であるという相違点がある。
父と叔父が相打ちに倒れると、フグレイクはスウェーデンの王位を継承した。父親と同様、彼は戦士ではなく国内にとどまることを好んだ。彼は裕福であるのと同じように吝嗇漢であると評価され、また宮廷道化師・預言者（セイズマズル）・巫女（ヴォルヴァ）は自らを楽しませてくれるため、彼らに囲まれていることを好んだ。
ハキとハグバルズ（ハグバルズとシグニュ伝説の英雄）の二人は多くの戦士を従える高名な海賊の族長（sækonungr）であり、時には共闘して略奪を行っていた。ハキはウプサラに侵攻するため兵士を率い、スウェーデンに到着した。ハキその人は凶暴な戦士であり、またその周りには、伝説的な古強者であるスタルカズをはじめとする12名のHirdが控えていた。スタルカズはハキの祖父の代からその血族に仕えていた人物である。フグレイクの側もまた大群を率い、スヴィプダーグとゲイガズという名の二名の高名な戦士の助勢を受けていた。両軍はフユーリス河原で会戦し、大規模な戦闘が行われた。スウェーデン側は敗北、スヴィプダーグとゲイガズの2名は数の上では六倍のハキの部下と渡り合ったが捕らわれ、ハキはフグレイクの周りの「盾の城」（王の周囲に盾をもった兵士を配置する防衛陣形）を攻撃し、フグレイクとその息子らを殺害した。
サクソ・グラマティクスもこの物語についてある程度は知っていたが、彼はフグレイクの名を Huglet(h)us と綴り、デーン人ハコに殺されたアイルランド王であるとしている。
サクソによれば、裕福で強欲な王フグレイク王の住むアイルランドへスタルカズとハキは艦隊を率いて侵攻した。フグレイクは誉れ高き者には一切財貨を与えず、曲芸師たちへの褒美に浪費した。こうした強欲さにもかかわらず、二人の偉大な戦士ゲイガズとスヴィプダーグは彼に仕えていた。
いざ戦いが始まると、曲芸師たちは恐慌を起こして逃走した。フグレイクを守るために残ったのはゲイガズとスヴィプダーグのみであったが、二人はまるで軍隊であるかのように戦った。この時スタルカズはゲイガズから頭部に手傷を受けたが、後にスタルカズがこれを振り返って歌うほど深いものであった。スタルカズはフグレイクを殺害し、アイルランド側を追い払った。その後曲芸師たちを侮辱するため、彼らを鞭打ち殴打した。そしてデーン人たちはフグレイクの財宝を戦利品としてダブリンから持ち出したが、財宝はあまりにも多かったため、誰一人正確な分配に気をもむことは無かったとされる。